# 帕特里克·迈因卡
帕特里克·迈因卡（德語：Patrick Mainka，1994年11月6日—）是一位德国足球运动员，于场上司职后卫，自2018-19赛季起效力于当时身处德乙联赛的俱乐部海登海姆。

## 足球生涯

### 早年
迈因卡出生于北莱茵-威斯特法伦州的居特斯洛，自4岁起便开始在维多利亚克拉霍尔茨踢球，其后又转投黑黄雷达。2009年，他作为U-16梯队的适龄球员加盟阿米尼亚比勒费尔德。这位防守中场共代表阿米尼亚在U-17德甲联赛中出场25次，射入8球。2012年，迈因卡随阿米尼亚U-19梯队升入U-19德甲联赛，并在2012-13赛季完成了23次出场，射入12球。2013年5月24日，他在威斯特法伦高级联赛（第五级）对阵罗兰贝库姆的比赛中首次代表阿米尼亚比勒费尔德二队亮相，并在随后的2013-14赛季中成为二队主力。迈因卡于2013年12月15日在比勒费尔德一线队完成处子秀暨唯一一次出场，在主场以4-1战胜格罗伊特菲尔特的比赛中，他于下半场替换马克·洛伦茨上阵。

### 云达不来梅二队
迈因卡于2014年夏天离开比勒费尔德，加盟身处北部地区联赛（第四级）的云达不来梅二队，转会费未透露。2014年8月1日，他代表云达二队在3-3战平和睦不伦瑞克二队的比赛中首次亮相，随后在主场对阵黑白雷登的比赛中为新东家射入首球。迈因卡于当季在联赛中出场23次、射入3球，然后在升级附加赛第二回合对阵普鲁士门兴格拉德巴赫二队的比赛中打入制胜球，帮助云达二队成功升入德丙联赛。他于2015-16赛季再为云达二队上阵9场，然后于2016年1月离队。

### 普鲁士多特蒙德二队
2016年1月，迈因卡转投第四级西部地区联赛球队普鲁士多特蒙德二队，并签署了一份为期两年半的合同。他于同年2月6日在主场以1-1战平维多利亚科隆的比赛中首次代表新东家出场，并在当季共获得18次出场机会、射入1球。在接下来的两个赛季中，迈因卡仍然是多特蒙德二队的主力球员，其中2016-17赛季在34场比赛中射入2球，2017-18赛季在34场比赛中射入6球，他还成为多特蒙德二队的队长。

### 海登海姆
在与多特蒙德二队的合同届满，迈因卡于2018年夏天与德乙俱乐部海登海姆签订了一份为期两年的合同。他于2018-19赛季的第二轮首次代表海登海姆出场，帮助球队在客场以1-1逼平荷尔斯泰因基尔。2019年5月4日，迈因卡又为海登海姆射入首球；在主场以3-2战胜桑德豪森的比赛中，他于第60分钟以右脚破门。在整个赛季的34场联赛中，他首发出场32场，并射入2球。至2019-20赛季，迈因卡依旧是海登海姆队的主力球员，并于2019年11月与球队续约至2024年夏天。他自2021-22赛季起一直担任队长。